# ヤン・ヘーリッツゾーン・ファン・ブロンクホルスト
ヤン・ヘーリッツゾーン・ファン・ブロンクホルスト（Jan Gerritz. van Bronckhorst、姓は Bronchorst や Bronkhorstとも、1603年 - 1661年12月22日（葬礼日））はオランダの画家、版画家、ステンドグラス作家である。

## 略歴
ユトレヒトで庭師の息子に生まれた。18世紀初めのアルノルト・ホウブラーケンの著書によれば、11歳からユトレヒトのヤン・フェルブルフ(Jan Verburgh)というステンドグラス画家のもとで6カ月ほど徒弟として働き、その後も2人のユトレヒトのステンドグラス画家の下で働いた後、1620年から修行の旅に出た。フランスのアラスやパリで働いた後、1622年にユトレヒトに戻った後、画家のコルネリス・ファン・プーレンブルフから絵を学び、ヘラルト・ファン・ホントホルストの工房をしばしば訪れ、版画の技術も学んだ。1626年に、醸造業者の娘と結婚した。1628年には、ブリュッセルに滞在し、ブリュッセルの教会(Onze-Lieve-Vrouw-ter-Zavelkerk) のステンドグラスの修復をした。ファン・プーレンブルフの作品をもとに版画を作成するようになり、その後自分の作品の版画も制作するようになった。1637年にはネーデルラント連邦共和国総督から注文を受けてブレダをスペイン軍から奪還した1637年のブレダの戦いを題材にした版画作品の制作した。
1639年にユトレヒトの聖ルカ組合に加入した。1646年にユトレヒト中心部のDompleinに住んでいた。1647年と1658年にアムステルダムの教会(Nieuwe Kerk)のステンドグラス制作や装飾画制作などの注文を受けた。1650年ころにアムステルダムを拠点とするようになり1652年にアムステルダムの市民権を得た。1661年にアムステルダムで病没した。
弟子には息子のヤン・ヤンスゾーン・ファン・ブロンクホルスト(Jan Jansz. van Bronckhorst: 1627–1656)とヘーリット・ヤンスゾーン・ファン・ブロンクホルスト(Gerrit Jansz. van Bronckhorst: 1636/1638-1673)やセイザル・ファン・エーフェルディンヘンがいる。

## 作品

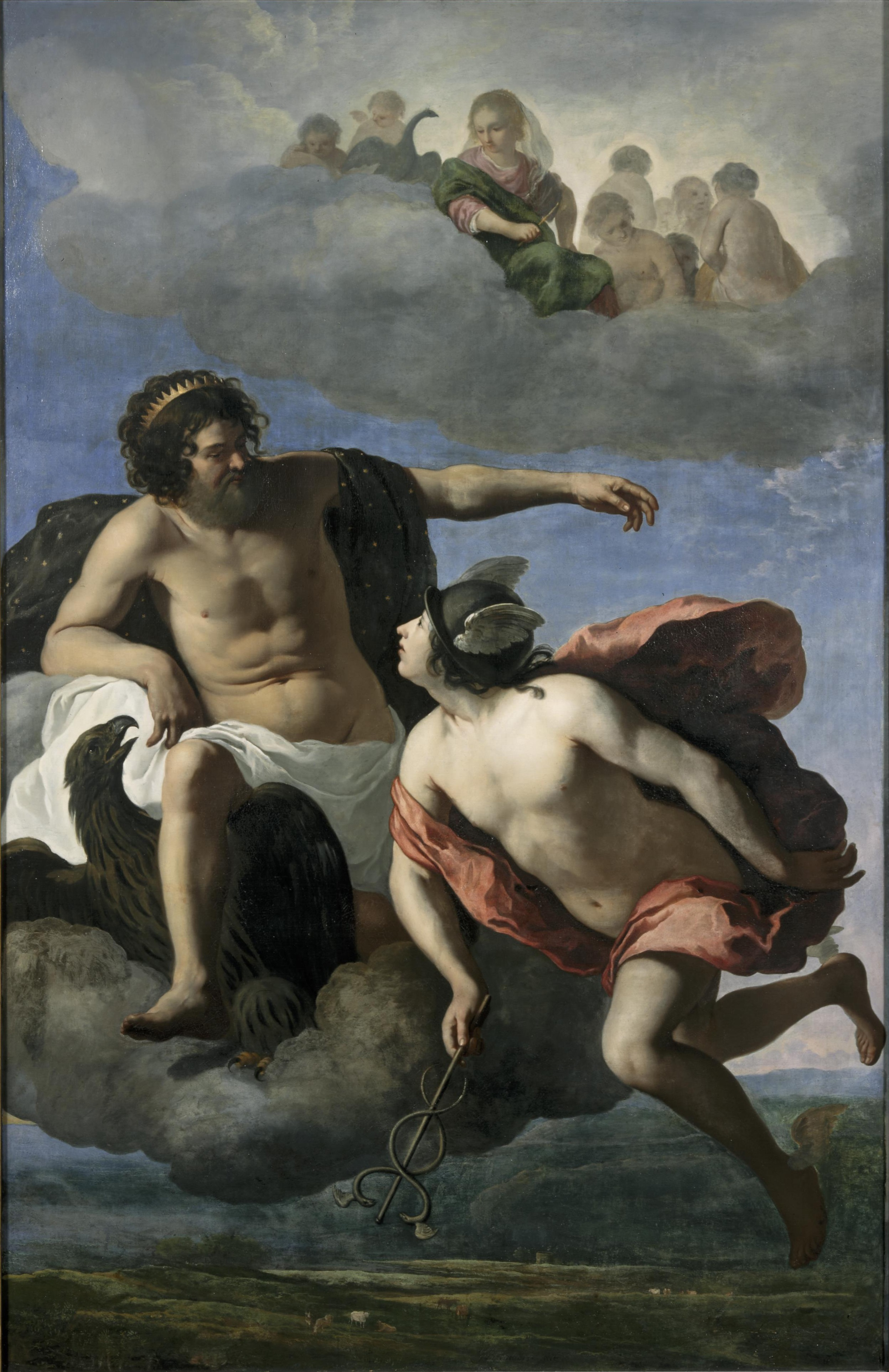
ゼウスにアルゴスを殺すように命じられるヘルメース(c.1656) ユトレヒト中央博物館蔵
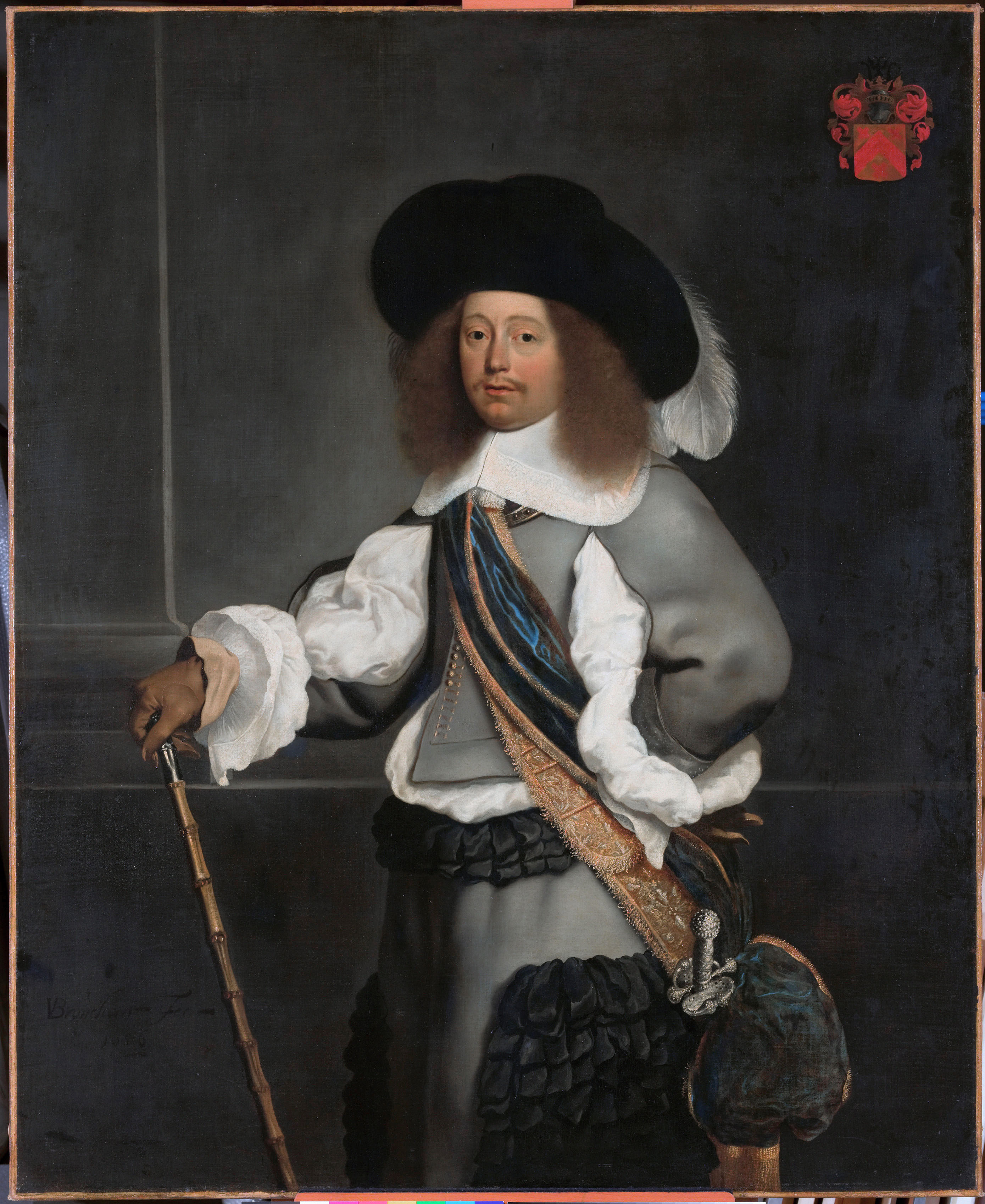
Nicolaes Oetgens van Waveren（民兵隊将校）(1656) アムステルダム国立美術館蔵
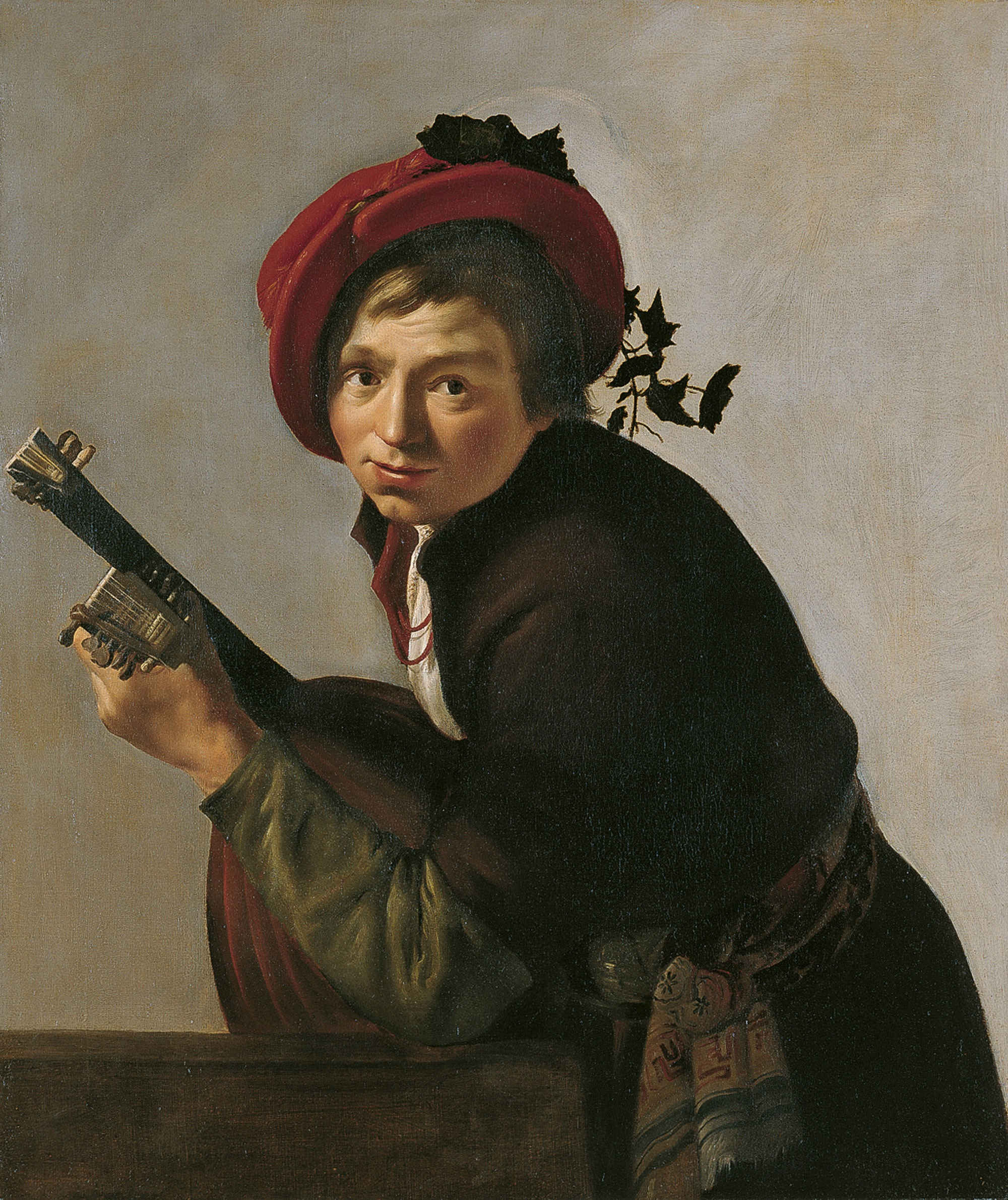
リュートを引く若者(1642/1645) ティッセン＝ボルネミッサ美術館蔵
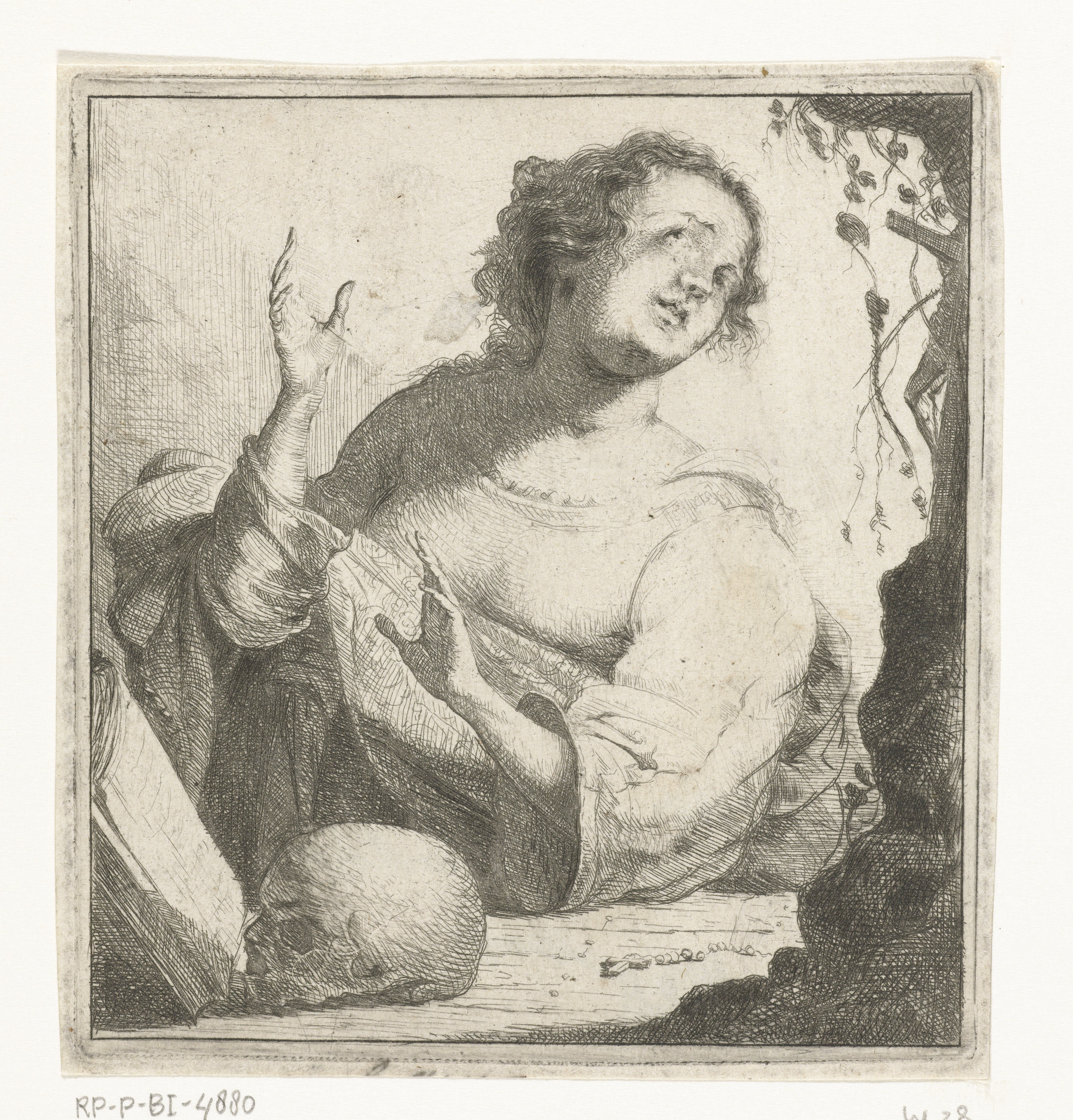
版画、悔悛するマグダラのマリア

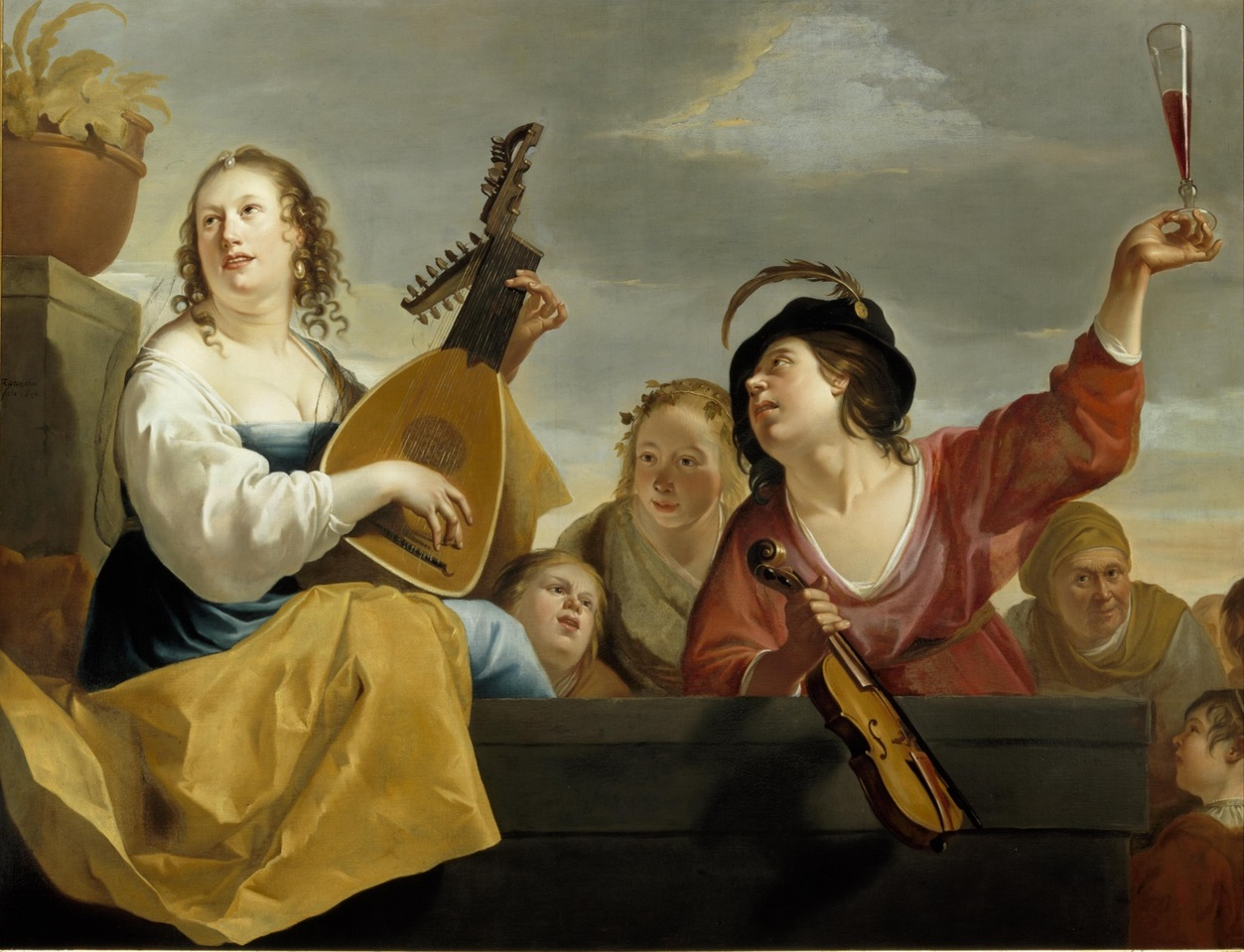
音楽仲間(1646) ユトレヒト中央博物館蔵
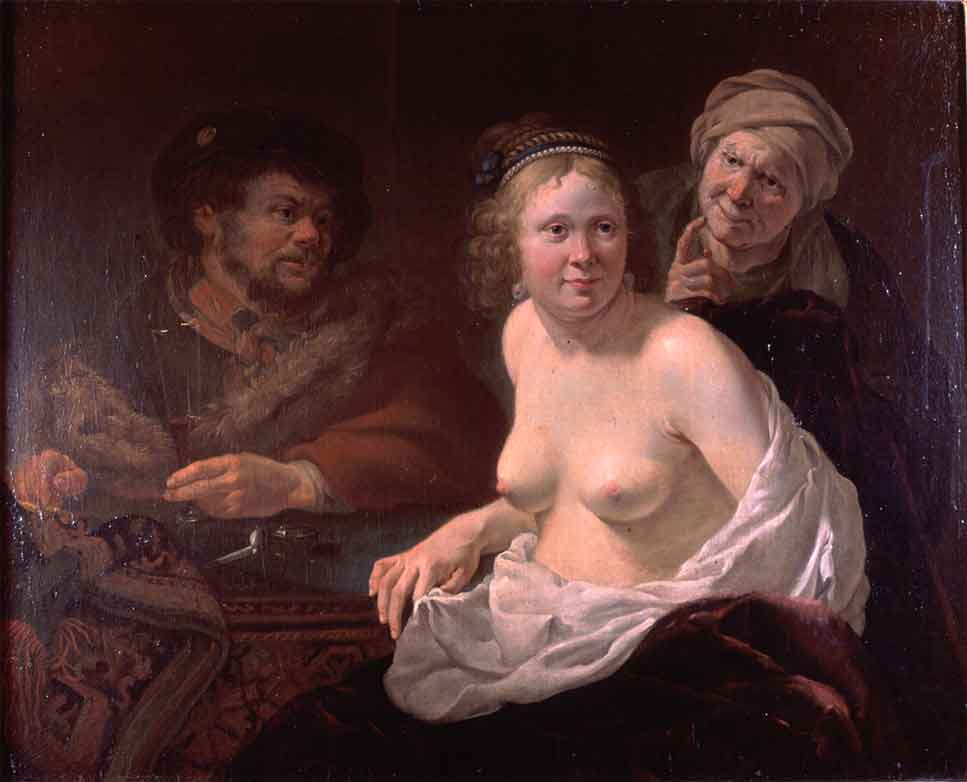
『取り持ち女』(1636/1638) ブルケンタール国立博物館蔵
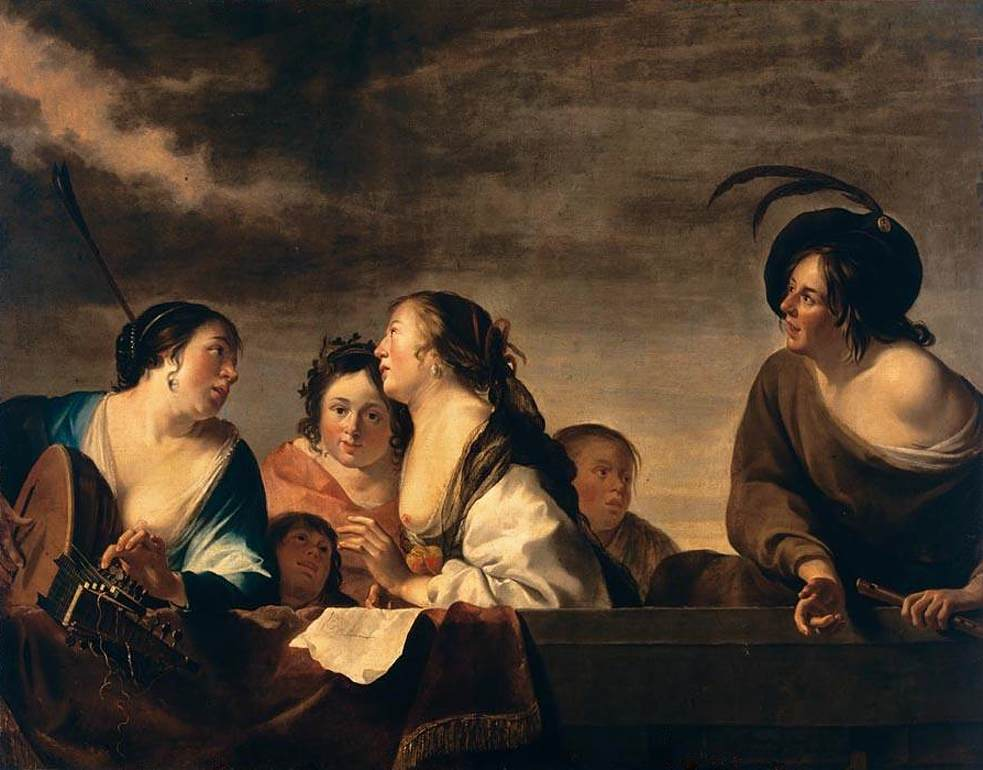
コンサート(c.1646)